# فيفا 14
فيفا 14 (بالإنجليزية: FIFA 14)‏ هي لعبة فيديو رياضية قادمة من نوع كرة القدم، واللعبة من تطوير شركة إي أيه كندا ومن نشر إي أيه سبورتس. سيتم إصدار اللعبة في 24 سبتمبر، 2013 في الولايات المتحدة وفي 27 سبتمبر، 2013 في أوروبا على منصة بلاي ستيشن 4 وإكس بوكس ون والبلاي ستيشن 3 والإكس بوكس 360 ومايكروسوفت ويندوز، بالإضافة إلى منصة وي، ونينتندو 3دي إس، وبلاي ستيشن فيتا، وبلاي ستيشن بورتبل، وبلاي ستيشن 2، وآي أو إس، وأندرويد. كما أكدت شركة إلكترونيك آرتس بأن المزيد من الأجهزة ستحصل على اللعبة وسيتم الإعلان عنها بالأشهر القادمة.

تم الكشف عن اللعبة رسميا يوم الأربعاء 17 أبريل 2013, كما أصدرت شركة إلكترونيك آرتس عرض دعائي للعبة بعد الكشف عنها بشكل رسمي، العرض خاص بأسلوب اللعب ويتطرق للمميزات الجديدة التي تم ادخالها على السلسلة مثل (فيزياء الكرة، ونظام التصويب الجديد).

## معلومات عن اللعبة

صورة لأسلوب اللعب

صورة للقوائم الداخلية في اللعبة

- نظام التصويب: ميزة جديدة نراها لأول مرة في سلسلة فيفا تهدف إلى تحسين الذكاء الاصطناعي للاعبين أثناء التسديد من خلال ضبط خطواتهم وزاوية التسديد والبحث عن اللحظة الملائمة لركل الكرة بكل قوة وإسكانها الشباك، تسديد الكرة بشكل صحيح سيوفر للمستخدمين شعور بالرضا والواقعية، وتشمل هذه الميزة العديد من التفرعات مثل التسديدات المتقنة التي ذكرناها في السطور الماضية، بالإضافة إلى التسديدات العشوائية التي يتم التطرق لها أثناء وقوف اللاعب في وضع خاطئ وهو ما يترتب عليه انعدام الدقة والتوزان أثناء التسديد.
- فيزياء الكرة: تحدد هذه الميزة المسار الذي ستسلكه الكرة لحظة تسديدها، وهو ما يتيح للاعبين ركل الكرة بقوة كبيرة من مسافات بعيدة، أما نتيجة التسديد فهي تعتمد على اللاعب نفسه واسلوب لعبه، أما التسديد بكفاءة وبدقة متناهية، أو السقوط على الأرض أثناء التسديد وخروج الكرة بشكل كوميدي، تماما مثلما يحدث في كرة القدم الواقعية.
- حماية الكرة: كما يتضح من الاسم، تعتمد هذه الميزة على حماية الكرة ومنع مدافعي الفريق المنافس من الوصول إليها من خلال القدرة على المراوغة أثناء استخدام السرعة أو بدونها، ونفس الأمر ينطبق على المدافعين الذين سيقومون باستخدام قوتهم البدنية لمنعك من المرور واحراز الأهداف، ومن ثم بدأ هجمة مضادة منظمة من الخط الخلفي.
- إتخاذ القرارات: تم تحسين هذه الميزة في كلا الجانبين، سواء الدفاعي أو الهجومي، حيث أصبح بإمكان المستخدمين تمرير الكرة بشكل أكثر دقة، بينما أصبح لدى المدافعين القدرة على تتبع الخصم واعتراض طريقة والمشاركة في استعادة السيطرة على الكرة، في الخط الأمامي ستجد المهاجمين يتطرقون لطرق جديدة للتغلب على خصومهم، مثل خلق مساحة لأنفسهم ممتدة على طول خط الدفاع، والتحقق من سرعات لاعبي الخط الخلفي، بالإضافة لتغييرات كثيرة في السيطرة على الكرة وإضافة العديد من الأدوات التي تهدف في النهاية للفوز بمعركة خط الوسط، والسيطرة على مجريات اللقاء.
- لاعب في مواجهة لاعب 1: ميزة جديدة تمكن اللاعبين من السيطرة على الكرة بشكل تام أثناء الركض، مما يتيح لهم الحفاظ على قوة دفع الكرة دون فقدان السيطرة عليها، وبالتالي التفوق في الكرات المشتركة 1 ضد 1 وعبور المدافعين بمنتهى الواقعية والمهارة.
- لاعب في مواجهة لاعب 2: إضافة أخرى جديدة تدخل تغييرات متنوعة على طريقة تمرير الكرة أثناء الركض، ولفهم الأمر بطريقة أفضل، إذا كنت تركض بالكرة مستعينا بلاعب مهاري، فقدرته على السيطرة على الكرة والتمرير بدقة أثناء الركض أكثر بمراحل من لاعبي الخط الخلفي ذو المهارات المحدودة.

بالإضافة لكل هذه التغييرات، تشمل لعبة فيفا 14 نظام جديد في نمط «التدريب» يدعى «شبكة الكشافة العالمية» وهو النظام الذي يهدف لتطوير فرق البحث عن المواهب الشابة حول العالم، حيث ستجد الكشافة يقدمون لك تقارير لا تنتهي عن اللاعبين الشباب حول العالم وأهم مراكز قوتهم وضعفهم، مع وجود تقارير يتم اضاعتها بشكل مباشر.

## الأغلفة
[ما هي؟]

غلاف للعبة

سيتصدر اللاعب الأرجنتيني ليونيل ميسي الغلاف الرئيسي لجميع المناطق، وسيظهر مع ليونيل ميسي لاعبين من مناطقهم.

أغلفة نسخ المناطق المختلفة فيما يلي:
- أستراليا /  نيوزيلندا: تيم كاهيل[13]
- النمسا: دافيد ألابا[14]
- قارة أمريكا الجنوبية: أرتورو فيدال[15] وراداميل فالكاو[16]
- جمهورية التشيك: ميشال كادليتش[17]
- المجر: بلاس سودزاك[18]
- إيطاليا: ستيفان الشعراوي[19]
- اليابان: مايا يوشيدا وماكوتو هاسيبي[20]
- الشرق الأوسط: مصطفى بصاص [21]
- كندا /  المكسيك /  الولايات المتحدة: خافيير هيرنانديز[22]
- بولندا: روبرت ليفاندوفسكي
- سويسرا: شيردان شاقيري
- أيرلندا: غاريث بيل[23]
- المملكة المتحدة: غاريث بيل[23]

## التطوير
تم الإعلان عن تطوير اللعبة في (مؤتمر المستثمرين) لشركة إلكترونيك آرتس، قامت شركة إلكترونيك آرتس بعمل زيارة إلى العـاصمة الفرنسية باريس للقاء مع لاعبي فريق أولمبيك ليون لعمل خصائص ”التقاط الحركة الإستشعارية” في اللعبة القادمة.

## تاريخ الإصدار
تم إصدار اللعبة في 24 سبتمبر 2013 في الولايات المتحدة الأمريكية وفي 27 سبتمبر 2013 في أوروبا على منصة بلاي ستيشن 4 وإكس بوكس ون والبلاي ستيشن 3 والإكس بوكس 360 ومايكروسوفت ويندوز.

## التقييم
{{VG reviews
| width = 26em
| MC = 84/100 (X360)
 86/100 (PS3)
86/100 (PS4)
87/100 (PC)
88/100 (XONE)
| GR = 82.52% (X360)
 86.87% (PS3)
82.67% (PC)
| CVG = 9/10 (X360)
| EuroG = 8/10 (PS3)
| GI = 8.75/10
| GRadar =  (X360)
| GSpot = 8/10 (PS3)
| IGN = 9.0/10
| OXMUK = 9/10 (X360)
| Fam = 37/40 (PS3/X360)
30/40 (PSV)
25/40 (PSP)